# Camps-la-Source
Camps-la-Source è un comune francese di 1 920 abitanti situato nel dipartimento del Var della regione della Provenza-Alpi-Costa Azzurra.

## Storia

### Simboli
Lo stemma è stato creato nel 1616 su istanza di Pierre Mercadier, notaio e talvolta console, ed è accompagnato dall'iscrizione latina In campis fructificabo.
Questi stemmi con giglio e croce consentivano ai cappellai di non pagare le tasse locali e agli agricoltori di pagarle a un tasso inferiore a quello dovuto nel Medioevo sotto Luigi XIII.

## Società

### Evoluzione demografica
Abitanti censiti

## Amministrazione

### Gemellaggi
- San Biagio della Cima